# Interkulturelle kompetencer
 Der er for få eller ingen kildehenvisninger i denne artikel, hvilket er et problem. Du kan hjælpe ved at angive troværdige kilder til de påstande, som fremføres i artiklen.

At have interkulturelle kompetencer vil sige at være i stand til at agere og handle i en interkulturel sammenhæng, eksempelvis iblandt en gruppe af mennesker, som har forskellige kulturelle baggrunde.
Den danske befolkning blev i 2005 målt på i hvor høj grad den besad interkulturelle kompetencer. Det viste sig, at danskerne er dårlige til at forstå kulturel kompleksitet og indgå i fordomsfri dialog med andre kulturer.
Undersøgelsens resultater blev udgivet af Undervisningsministeriet. Den havde titlen Det Nationale Kompetenceregnskab og kortlagde 10 forskellige nøglekompetencer i den danske befolkning i perioden 2001-2005. Ifølge undersøgelsen besad kun 5 procent af de adspurgte en "høj grad af interkulturel kompetence", mens 66 procent besad en "lav grad af interkulturel kompetence" og 29 procent besad kompetencen "i middel grad".
En særlig skole inden for ledelse og virksomhedsstrategi, der fokuserer på interkulturelle kompetencer, kaldes ofte "mangfoldighedsledelse".